# ورسای

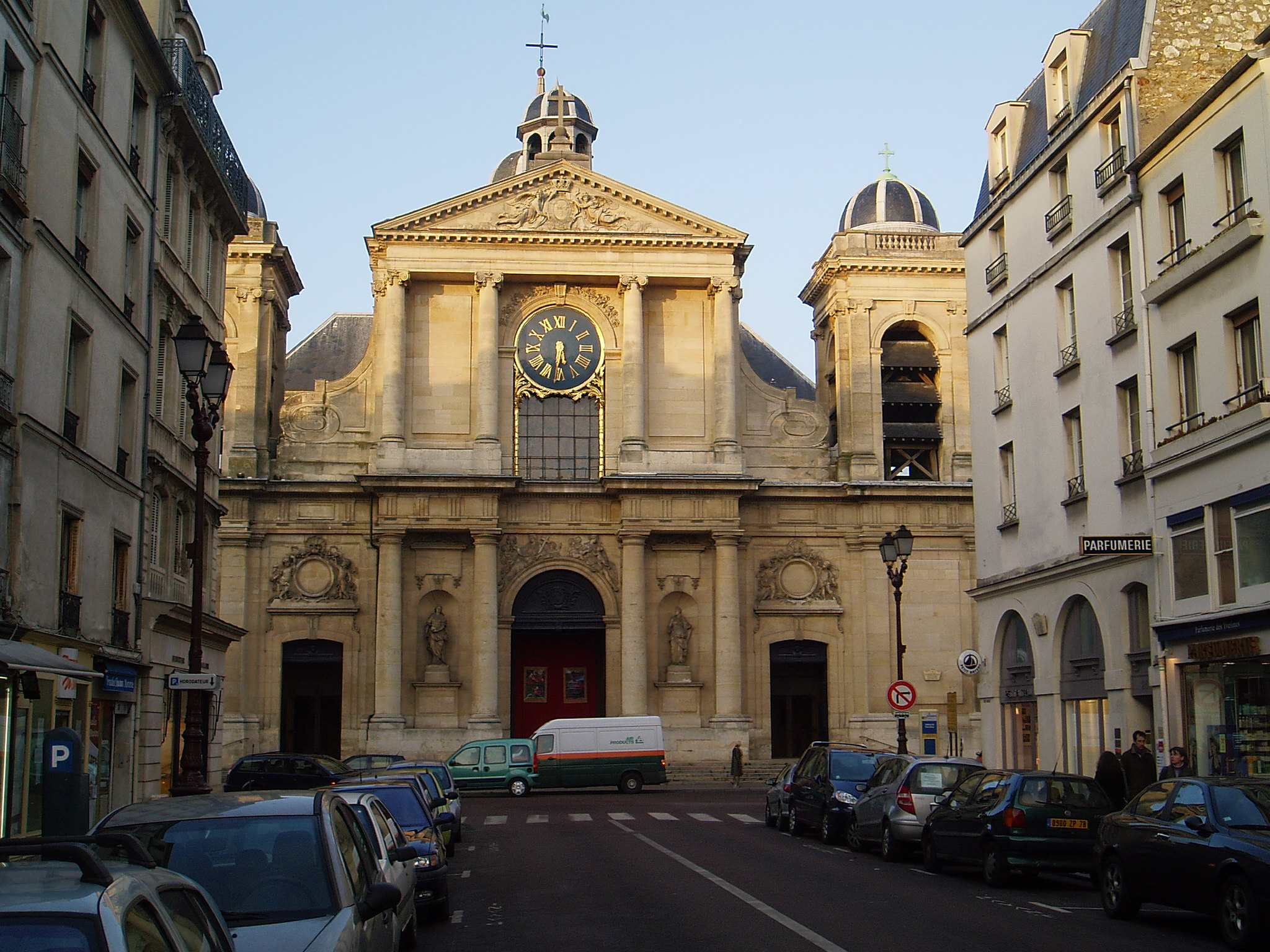
کلیسای نتردام

ورسای (به فرانسوی: Versailles) یکی از شهرهای فرانسه است که به خاطر مجموع کاخ‌های ورسای معروف شده‌است. این شهر برای بیش از یک سده از ۱۶۸۲ تا ۱۷۸۹ عملاً پایتخت پادشاهی فرانسه بود. ورسای هم‌اکنون یک شهر اقماری ثروتمند پاریس، پایتخت فرانسه، به‌شمار می‌رود و به‌عنوان مرکز مهم اداری و قضایی باقی مانده‌است. این شهر در حومه غربی پایتخت و در فاصله ۱۷ کیلومتری مرکز آن جای دارد.
بر پایه آمار سال ۲۰۰۶ جمعیت این شهر برابر با ۸۹٬۴۹۰ نفر بوده‌است که نسبت به بیشینه جمعیت شهر در سال ۱۹۷۵ که ۹۴٬۱۴۵ نفر بود، کاهش داشته‌است.

## شهرهای خواهر
- تایپه
- کانبرا
- پوشکین
- نارا
- گیسن
- گیونگجو